# Carlos Eduardo
Carlos Eduardo Marques, noto solo come Carlos Eduardo (Ajuricaba, 18 luglio 1987), è un ex calciatore brasiliano, di ruolo centrocampista o attaccante.

## Carriera

### Club
Cresciuto nel Grêmio, durante la Coppa Libertadores 2007 Carlos Eduardo raggiunse con il Grêmio la finale, giocata contro il Boca Juniors. Durante la manifestazione segnò una rete.
Il 20 agosto fu resa nota un'offerta per il giocatore di 10 milioni di euro dall'Hoffenheim, club che militava nella seconda divisione tedesca; precedentemente il Grêmio aveva rifiutato due offerte dallo stesso club di 5 e di 6 milioni di euro. L'offerta era valida solo per il trasferimento immediato del giocatore in Germania e contiene anche un premio di valorizzazione pari al 20% della cifra che il club tedesco incasserà in caso di vendita del giocatore.
Nonostante le offerte Jorge Machado ha confermato la volontà del giocatore di concludere il campionato con il Grêmio (dicembre 2007), prima di trasferirsi in Europa, intenzione che è la medesima del club. Il 27 agosto viene ufficializzato il passaggio del giocatore all'Hoffenheim.
Il 24 agosto 2010 viene acquistato dal Rubin Kazan per 20 milioni di euro.
Il 24 gennaio 2013 viene ceduto in prestito per 18 mesi al Flamengo.

### Nazionale
Fu convocato da Nelson Rodrigues per il Campionato del Mondo Under-20 svoltosi in Canada nell'estate 2007. Durante il campionato collezionò 3 presenze giocando 100 minuti.
Debuttò in Nazionale maggiore brasiliana nel 2009 in amichevole contro l'Inghilterra; vanta 6 presenze con la selezione verdeoro, l'ultima di queste nel 2010.

## Statistiche

### Cronologia presenze e reti in Nazionale
| Cronologia completa delle presenze e delle reti in nazionale ― Brasile | Cronologia completa delle presenze e delle reti in nazionale ― Brasile | Cronologia completa delle presenze e delle reti in nazionale ― Brasile | Cronologia completa delle presenze e delle reti in nazionale ― Brasile | Cronologia completa delle presenze e delle reti in nazionale ― Brasile | Cronologia completa delle presenze e delle reti in nazionale ― Brasile | Cronologia completa delle presenze e delle reti in nazionale ― Brasile | Cronologia completa delle presenze e delle reti in nazionale ― Brasile |
| Data                                                                   | Città                                                                  | In casa                                                                | Risultato                                                              | Ospiti                                                                 | Competizione                                                           | Reti                                                                   | Note                                                                   |
| ---------------------------------------------------------------------- | ---------------------------------------------------------------------- | ---------------------------------------------------------------------- | ---------------------------------------------------------------------- | ---------------------------------------------------------------------- | ---------------------------------------------------------------------- | ---------------------------------------------------------------------- | ---------------------------------------------------------------------- |
| 14-11-2009                                                             | Doha                                                                   | Brasile                                                                | 1 – 0                                                                  | Inghilterra                                                            | Amichevole                                                             | -                                                                      | 81’                                                                    |
| 17-11-2009                                                             | Mascate                                                                | Oman                                                                   | 0 – 2                                                                  | Brasile                                                                | Amichevole                                                             | -                                                                      | 59’                                                                    |
| 2-3-2010                                                               | Dublino                                                                | Irlanda                                                                | 0 – 2                                                                  | Brasile                                                                | Amichevole                                                             | -                                                                      | 84’                                                                    |
| 10-8-2010                                                              | East Rutherford                                                        | Stati Uniti                                                            | 0 – 2                                                                  | Brasile                                                                | Amichevole                                                             | -                                                                      | 75’                                                                    |
| 7-10-2010                                                              | Abu Dhabi                                                              | Iran                                                                   | 0 – 3                                                                  | Brasile                                                                | Amichevole                                                             | -                                                                      | 60’                                                                    |
| 11-10-2010                                                             | Derby                                                                  | Brasile                                                                | 1 – 0                                                                  | Ucraina                                                                | Amichevole                                                             | -                                                                      | 64’                                                                    |
| Totale                                                                 |                                                                        | Presenze                                                               | 6                                                                      |                                                                        | Reti                                                                   | 0                                                                      |                                                                        |

## Palmarès

### Club

#### Competizioni giovanili
- Coppa Macaé Under-17: 1

Grêmio: 2004
- Campionato Gaúcho Under-20: 2

Grêmio: 2005, 2006

#### Competizioni statali
- Copa FGF: 1

Grêmio: 2006
- Campionato Gaúcho: 1

Grêmio: 2007

#### Competizioni nazionali
- Coppa di Russia: 1

Rubin Kazan: 2012
- Coppa del Brasile: 1

Flamengo: 2013

### Individuale
- Miglior giocatore del Campionato Gaúcho: 1

2007
- Miglior rivelazione del Campionato Gaúcho: 1

2007